# インパルス近似
インパルス近似とは、多重散乱理論において入射粒子のエネルギーが十分大きいときには、相互作用する時間が非常に短いので、入射粒子と散乱体中のそれぞれの粒子とが１回だけ相互作用し、散乱体中の他の粒子の影響を受けないとする近似のことである。
インパルス近似のもとでは、多粒子による散乱を、それぞれの粒子との相互作用による素過程の重ね合わせとして記述できるので、素過程についての実験データが揃っていれば、散乱体のミクロな構造を調べるのに便利である。